# اژدهاچه‌های استرالیایی
اژدهاچه‌های استرالیایی (نام علمی: Amphibolurinae) نام یک زیرخانواده از تیره مارمولک‌های اژدها است.